# Marcus Juventius Thalna
Marcus Juventius Thalna est un homme politique romain du IIe siècle av. J.-C.
En 163 av. J.-C., il est élu consul avec Tibérius Sempronius Gracchus l'Ancien. Pendant son consulat, il écrase une insurrection en Corse.
L'année suivante, en 162 av. J.-C., il meurt alors que les Corses se soulèvent à nouveau.